# نهر مانو
نهر مانو هو نهر في غرب إفريقيا. ينبع من مرتفعات غينيا في ليبيريا ويشكل جزءًا من الحدود بين ليبيريا وسيراليون. 
تشمل المناطق التي يتدفق من خلالها النهر منطقة باروتس بيك في غينيا ومقاطعة لوفا في ليبيريا و كونو ومقاطعة كايلاهون في سيراليون. يعد تعدين الماس صناعة رئيسية في هذه المناطق. أدت السيطرة على ثروة المنطقة وعدم استقرار الحكومات الوطنية في البلدان الثلاثة إلى سلسلة من الصراعات العنيفة التي شملت هذه المناطق في التسعينيات (الحرب الأهلية في سيراليون، الحرب الأهلية الليبيرية الأولى، الحرب الأهلية الليبيرية الثانية).
أسست ليبيريا وسيراليون اتحاد نهر مانو في عام 1973.  انضمت غينيا في عام 1980. أعيد تنشيطه في 2004 كاتحاد جمركي واقتصادي؛ انضمت ساحل العاج في عام 2008. 